# Gordon Raphael
Pour les articles homonymes, voir Raphaël.
Gordon Raphael est un musicien, ingénieur du son et producteur de musique américain. Il est notamment connu pour son rôle de producteur sur les trois premiers albums du groupe américain The Strokes.

## Biographie
Gordon Raphael grandit à Seattle. À l'âge de 4 ans, il commence le dessin et la peinture. Deux ans plus tard, il remporte un concours d'arts et ses peintures sont exposées dans plusieurs pays. Au lycée, il apprend à jouer du synthétiseur avec un ARP Odyssey et décide de poursuivre sa carrière artistique dans la musique.
De la fin des années 1970 au début des années 1990, il joue du clavier dans de nombreux groupes, aux styles allant du rock progressif à la musique industrielle. Dans le même temps, il se familiarise avec les méthodes d'enregistrement en utilisant un magnétophone TEAC. Au début des années 1980, le bouche à oreille concernant son travail de producteur se répand et Gordon Raphael est approché par une multitude d'artistes locaux, dont le groupe Green River, pour enregistrer des démos et des singles. 
En 1987, il déménage à New York où il prend part à la composition, à l'enregistrement et à l'édition de musiques de film. En 1990, il déménage à nouveau à Los Angeles où il travaille pour le label indépendant World Domination Records (en), créé par Dave Allen. Après avoir reçu une démo d'un groupe de Seattle, Sky Cries Mary (en), Gordon Raphael décide de retourner dans sa ville natale et de rejoindre le groupe en tant que guitariste et claviériste. Il quitte la formation en 1997 et collabore avec la chanteuse Anna Mercedes.
En 1998, il retourne à New-York et devient copropriétaire d'un studio dans le quartier de Lower East Side. Il rencontre les Strokes en 2000, après avoir assisté à un de leurs concerts. Ensemble, ils enregistrent l'EP The Modern Age en trois jours. L'enregistrement se passe normalement et pour Gordon Raphael cet EP n'est qu'un enregistrement parmi tant d'autres qu'il a réalisé depuis son retour à New-York. Néanmoins, il est surpris par le perfectionnisme des membres du groupe: « Je ne m'attendais pas à ce que ces gars soient capables de percevoir tant de détails ». Peu après sa sortie, The Modern Age est nommé « single de la semaine » par le New Musical Express. 
La notoriété du groupe grandit et leur label Rough Trade souhaite enregistrer un nouvel EP, produit cette fois-ci par Gil Norton. Néanmoins, les membres du groupe apprécient le travail de Gordon Raphael et lui proposent le marché suivant: « Si tu nous dis que tu es un meilleur producteur que Gil Norton, on travaille avec toi. Sinon, on suit le conseil de Rough Trade et on va avec lui ». Gordon Raphael se refuse à dire qu'il est un meilleur producteur que Gil Norton, qui a vendu plusieurs millions de disques en tant que producteur. Les Strokes commencent donc à enregistrer sous la direction de Gil Norton. Une semaine après le début des sessions d'enregistrement, Julian Casablancas, le chanteur des Strokes, appelle Gordon Raphael en lui faisant part de sa peur de ne jamais retrouver « leur son » et de sa volonté de retourner en studio avec lui. Raphael accepte. L'enregistrement prend place dans le studio Transporterraum de Raphael, à New-York. Le groupe et lui décident, non plus d'enregistrer un second EP, mais un album. Une des conditions préalables à l'enregistrement de cet album est de partir dans une direction totalement différente de celle de l'industrie musicale de l'époque. À sa sortie, Is This It est un succès critique et commercial. 
En 2003, les Strokes font de nouveau appel à Gordon Raphael pour produire leur second album Room on Fire, après l'échec des premières sessions d'enregistrement sous la houlette de Nigel Godrich. En 2004, il participe à la production de l'album de Regina Spektor, Soviet Kitsch. Il collabore à la production du troisième album des Strokes, First Impressions of Earth, en 2005, avant de mixer le second album du groupe français Déportivo sorti en 2007.